# 罗坑镇 (韶关市)
罗坑镇，是中华人民共和国广东省韶关市曲江区下辖的一个乡镇级行政单位。

## 行政区划
罗坑镇下辖以下地区：
罗坑社区、罗坑村、新洞村、新塘村、瑶族村和中心坝村。